# Jan (Pommers)
Jan, imię świeckie Jānis Pommers (ur. 19 stycznia 1876 w gminie Prauliena koło Madony, zm. 12 października 1934 w Rydze) – łotewski duchowny prawosławny, polityk, arcybiskup Rygi i całej Łotwy.

## Życiorys
W 1897 ukończył seminarium prawosławne w Rydze, następnie studiował w Kijowie. W 1903 został wyświęcony na mnicha, a rok później na księdza prawosławnego. Pracował jako rektor Wileńskiego Seminarium Duchownego. W 1912 został ordynowany na biskupa prawosławnego, najmłodszego w historii Rosyjskiej Cerkwi Prawosławnej. W czasie I wojny światowej pełnił posługę duchowną w Twerze i Penzie, w tej ostatniej był aresztowany i torturowany przez bolszewików.
W 1921 powrócił na Łotwę – 8 czerwca 1921 patriarcha Tichon nadał lokalnemu kościołowi autonomię i mianował Pommersa arcybiskupem Rygi i całej Łotwy. Trzykrotnie był wybierany posłem do Sejmu Republiki Łotewskiej – w latach 1925, 1928 i 1931. Podczas pełnienia mandatu bronił praw ludności prawosławnej i rosyjskojęzycznej. Został zamordowany w Rydze jesienią 1934 przez nieznanych sprawców, część historyków podejrzewa o to bojówki NKWD.
W 2001 został kanonizowany przez Patriarchat Moskiewski, Konstantynopolitański oraz Łotewski Kościół Prawosławny.